# Бентон (містечко, Вісконсин)
Бентон (англ. Benton) — місто (англ. town) в США, в окрузі Лафаєтт штату Вісконсин. Населення — 474 особи (2020).

## Демографія
Згідно з переписом 2010 року, у місті мешкали 504 особи в 185 домогосподарствах у складі 146 родин. Було 192 помешкання
Расовий склад населення:
| - 98,8 % — білих - 0,2 % — азіатів |

До двох чи більше рас належало 0,8 %. Частка іспаномовних становила 0,6 % від усіх жителів.
За віковим діапазоном населення розподілялося таким чином: 22,8 % — особи молодші 18 років, 63,1 % — особи у віці 18—64 років, 14,1 % — особи у віці 65 років та старші. Медіана віку мешканця становила 42,8 року. На 100 осіб жіночої статі у місті припадало 110,0 чоловіків;  на 100 жінок у віці від 18 років та старших — 101,6 чоловіків також старших 18 років.
Середній дохід на одне домашнє господарство  становив 73 183 долари США (медіана — 61 250), а середній дохід на одну сім'ю — 82 092 долари (медіана — 68 750). Медіана доходів становила 40 625 доларів для чоловіків та 35 000 доларів для жінок. За межею бідності перебувало 6,6 % осіб, у тому числі 0,9 % дітей у віці до 18 років та 9,5 % осіб у віці 65 років та старших.
Цивільне працевлаштоване населення становило 296 осіб. Основні галузі зайнятості: освіта, охорона здоров'я та соціальна допомога — 19,3 %, сільське господарство, лісництво, риболовля — 16,9 %, виробництво — 13,9 %.